# Geronimo Corsini
Pour les articles homonymes, voir Corsini (homonymie).
Geronimo Corsini (en russe : Иероним Доминикович (Дементьевич) Корсини / transcription : Ieronim Dominikovitch Korsini), né à Saint-Pétersbourg en 1808 et mort en 1876, est un architecte néo-classique russe d'origine italienne.

## Biographie
Geronimo Corsini naît de Domenico Corsini, peintre italien venu à Saint-Pétersbourg en 1802. Il étudie à l'Annenschule (en), école allemande à Saint-Pétersbourg, puis au deuxième Gymnasium. Il est diplômé du Collège d'ingénierie militaire de Saint-Pétersbourg en décembre 1830 avec le grade de Praporshchik (en). Il continue à s'éduquer par lui-même. De 1831 à 1833, il conçoit les quartiers des travailleurs de la famille Demidoff sur les berges de la Moïka. 
Il termine un service militaire de six ans, avant de devenir ingénieur civil pour le bureau du logement d'État du gouvernement de Saint-Pétersbourg. À partir de 1838, il travaille pour la cour impériale et dans d'autres ministères du gouvernement.
De 1837 à 1853, Corsini est architecte du comte Dimitri Cheremetiev. Il conçoit notamment la clôture en fonte devant le palais Cheremetiev, une salle de bal du palais, ainsi qu'une datcha sur le bord de la baie de la Néva. Il poursuit avec la maison de la société catholique Stanislaus-Kirche et avec la maison du secrétaire d'État du royaume de Pologne de 1845 à 1847.
En 1845, il est nommé membre de l'Académie russe des Beaux-Arts. En 1849, il devient académicien, pour avoir réalisé un projet de hall pour la noblesse dans la capitale. 
De 1851 à 1862, Corsini entreprend de nombreux projets, comme une salle de réunion pour le shah de Perse et une mosquée pour le sultan turc. En 1853, il construit l'église pour les travailleurs de la famille Demidoff. Au couronnement d'Alexandre II, il reçoit de nombreuses tâches de conception architecturale. Après le grand incendie de 1862, il est chargé par Fiodor Apraxine de reconstruire une rangée de magasins sur son domaine,. 
Il épouse l'écrivaine Maria Antonovna Corsini (de), née Bystroglazova, avec qui il a deux filles et un fils. Sa deuxième fille Natalie épouse le révolutionnaire Nicolas Outine.